# Canton d'Avize
Le canton d'Avize est un ancien canton français situé dans le département de la Marne et la région Champagne-Ardenne.

## Géographie
Ce canton était organisé autour d'Avize dans l'arrondissement d'Épernay. 

## Représentation

### Conseillers généraux de 1833 à 2015
| Période | Période           | Identité                                                                       | Étiquette                | Qualité |
| ------- | ----------------- | ------------------------------------------------------------------------------ | ------------------------ | --- |
| 1833    | 1842              | Simon François Dinet-Peuvrel (1787-1867)                                       |                          | Négociant en vins de Champagne maire d'Avize                                                                                             |
| 1842    | 1858 (décès)      | Rémy Etienne Sellier                                                           |                          | Avocat à Chalons Juge suppléant au Tribunal civil                                                                                        |
| 1858    | 1869              | Auguste Mathieu                                                                | Majorité dynastique      | Avocat à la Cour Impériale de Paris Député de la Corrèze (1863-1870)                                                                     |
| 1869    | 1871              | Comte Paul Chandon de Briailles (1821-1895)                                    | Droite                   | Négociant en champagne, propriétaire Adjoint au maire d'Épernay                                                                          |
| 1871    | 1880              | Louis Varlet                                                                   | Républicain              | Filateur, maire de Remilly (Ardennes) Député des Ardennes (1889-1893) Elu en 1883 dans le Canton de Raucourt (Ardennes)                  |
| 1880    | 1887 (annulation) | Comte Gaston Chandon de Briailles (fils de P. Chandon de Briailles, 1852-1914) | Droite                   | Propriétaire Maire d'Hautvillers (1888-1912)                                                                                             |
| 1887    | 1920 (décès)      | Ernest Vallé                                                                   | Rad.                     | Avocat au barreau de Paris Député (1889-1898), sénateur (1898-1920) secrétaire d'Etat puis ministre (1898 à 1905)                        |
| 1920    | 1930 (décès)      | Louis Eugène Guillaume (1851-1930),                                            | Rad.                     | Commissionnaire en vins Maire du Mesnil-sur-Oger, conseiller d'arrondissement                                                            |
| 1930    | 1934              | Amand-Justin Appert-Raulin (1864-1946)                                         | Rad.                     | Instituteur honoraire Maire de Oiry, conseiller d'arrondissement                                                                         |
| 1934    | 1940              | Pierre Regnault (1891-1973)                                                    | Rad.                     | Propriétaire viticulteur, négociant en vins Maire du Mesnil-sur-Oger Nommé membre de la Commission administrative départementale en 1941 |
|         |                   |                                                                                |                          | |
| 1945    | 1955              | Robert Gilmert                                                                 | SFIO                     | Viticulteur Maire du Mesnil-sur-Oger |
| 1955    | 1979              | Michel Marchand                                                                | MRP puis CD puis UDF-CDS | Viticulteur Maire de Monthelon |
| 1979    | 2004              | Pierre Callot                                                                  | RPR                      | Vigneron Conseiller régional, maire d'Avize Suppléant du député Charles de Courson (1997-2002)                                           |
| 2004    | 2015              | Pascal Desautels                                                               | UDFpuis DVD puis UDI     | Viticulteur, Maire d'Oger Elu en 2015 dans le Canton de Vertus-Plaine Champenoise                                                        |

### Conseillers d'arrondissement (de 1833 à 1940)
| Période                                  | Période | Identité                         | Étiquette   | Qualité |
| ---------------------------------------- | ------- | -------------------------------- | ----------- | --- |
| 1833                                     | 1848    | Antoine Eléonor Lebrun           |             | Juge de paix à Avize                                                                                        |
| 1848                                     | 1852    | Louis François Oudin (1810-1868) |             | Notaire à Oiry                                                                                              |
| 1852                                     |         | Antoine Eléonor Lebrun           |             | Ancien magistrat, juge de paix à Avize                                                                      |
|                                          |         |                                  |             | |
| 1892                                     |         | Jules-Arthur Puisard             | Républicain | Viticulteur, maire de Cramant, Président du Conseil d'arrondissement                                        |
|                                          |         |                                  |             | |
| 1919                                     | 1920    | Louis-Eugène Guillaume           | Rad.        | Commissionnaire en vins, maire du Mesnil-sur-Oger                                                           |
| 1920                                     | 1930    | Amand-Justin Appert-Raulin       | Rad.        | Instituteur, maire d'Oiry                                                                                   |
| 1930                                     | 1937    | Paul Benjamin Landréat           | Rad.        | Cultivateur à Gionges                                                                                       |
| 1937                                     | 1940    | Edmond Bonville                  | Rad.        | Propriétaire à Oger                                                                                         |
| 1940                                     |         |                                  |             | Les conseils d'arrondissement ont été suspendus par la loi du 12 octobre 1940 et n'ont jamais été réactivés |
| Les données manquantes sont à compléter. |         |                                  |             | |

## Composition
Le canton d'Avize regroupait 18 communes et comptait 9 940 habitants d'après le recensement de 2010.
| Nom                | Code Insee | Intercommunalité                           | Superficie (km2) | Population (dernière pop. légale) | Densité (hab./km2) |
| ------------------ | ---------- | ------------------------------------------ | ---------------- | --------------------------------- | ------------------ |
| Avize (chef-lieu)  | 51029      | CA Épernay, Coteaux et Plaine de Champagne | 7,62             | 1 814 (2014)                      | 238                |
| Brugny-Vaudancourt | 51093      | CA Épernay, Coteaux et Plaine de Champagne | 19,87            | 463 (2014)                        | 23                 |
| Chavot-Courcourt   | 51142      | CA Épernay, Coteaux et Plaine de Champagne | 4,42             | 360 (2014)                        | 81                 |
| Cramant            | 51196      | CA Épernay, Coteaux et Plaine de Champagne | 5,37             | 871 (2014)                        | 162                |
| Cuis               | 51200      | CA Épernay, Coteaux et Plaine de Champagne | 8,27             | 405 (2014)                        | 49                 |
| Flavigny           | 51251      | CA Épernay, Coteaux et Plaine de Champagne | 7,98             | 168 (2014)                        | 21                 |
| Gionges            | 51271      | CC de la Région de Vertus                  | 10,75            | 213 (2014)                        | 20                 |
| Grauves            | 51281      | CA Épernay, Coteaux et Plaine de Champagne | 7,84             | 648 (2014)                        | 83                 |
| Les Istres-et-Bury | 51302      | CA Épernay, Coteaux et Plaine de Champagne | 5,15             | 95 (2014)                         | 18                 |
| Mancy              | 51342      | CA Épernay, Coteaux et Plaine de Champagne | 3,57             | 262 (2014)                        | 73                 |
| Le Mesnil-sur-Oger | 51367      | CA Épernay, Coteaux et Plaine de Champagne | 7,91             | 1 150 (2014)                      | 145                |
| Monthelon          | 51378      | CA Épernay, Coteaux et Plaine de Champagne | 2,66             | 348 (2014)                        | 131                |
| Morangis           | 51384      | CA Épernay, Coteaux et Plaine de Champagne | 8,65             | 364 (2014)                        | 42                 |
| Moslins            | 51387      | CA Épernay, Coteaux et Plaine de Champagne | 11,72            | 310 (2014)                        | 26                 |
| Oger               | 51411      | CC de la Région de Vertus                  | 15,06            | 583 (2014)                        | 39                 |
| Oiry               | 51413      | CA Épernay, Coteaux et Plaine de Champagne | 10,76            | 845 (2014)                        | 79                 |
| Plivot             | 51434      | CA Épernay, Coteaux et Plaine de Champagne | 12,60            | 756 (2014)                        | 60                 |
| Villers-aux-Bois   | 51630      | CA Épernay, Coteaux et Plaine de Champagne | 5,11             | 324 (2014)                        | 63                 |

## Démographie
| 1962  | 1968  | 1975  | 1982  | 1990  | 1999  | 2006  | 2009 |
| ----- | ----- | ----- | ----- | ----- | ----- | ----- | ---- |
| 8 339 | 8 661 | 8 620 | 8 946 | 9 274 | 9 276 | 9 632 | -    |